# Rhagodima
Rhagodima es un género de arácnido  del orden Solifugae de la familia Rhagodidae.

## Especies
Las especies de este género son:
- Rhagodima annulata (Simon, 1885)
- Rhagodima nigrocincta (Bernard 1893)